# 宮地麻理子
宮地 麻理子（みやじ まりこ、1977年11月30日 - ）は、福岡県出身の元アナウンサー。

## 来歴
親の仕事の関係で各地を転々とした。鹿児島県立鶴丸高等学校を経てお茶の水女子大学卒業後、他の仕事を経て、2002年、NHK北九州放送局の契約キャスターとなり、情報番組を担当。
2004年、テレビ神奈川（tvk）に入社、制作部に配属。『あっぱれ!KANAGAWA大行進』のアシスタントディレクターのちディレクターを担当。
2005年8月、矢佐間恵とともに、熊本朝日放送（KAB）の契約アナウンサー採用試験に合格、同年10月KABに移籍。2008年9月まで3年いっぱい在籍し、主に報道番組を担当。
KABとの契約満了後上京。東京を拠点にフリーランスとして活動。2009年4月から2011年3月までは千葉テレビ放送（チバテレ）でニュース番組のメインキャスターを務めた。東日本大震災後はレギュラー番組のほか、昼帯、深夜帯の特番も担当した。
2011年、北海道放送（HBC）に入社、報道部に配属。2012年10月、社会情報部に異動し『グッチーの 今日ドキッ!』のフィールドキャスターを1年間務めた。2013年6月、公式ホームページのアナウンサー日記でアナウンス部配属を報告。

## 人物

### エピソード
- 男兄弟の中で育った[3]長女である[1]。
- 社会人になってから東京アナウンスセミナーに通っていたことがある[4]。

本人のブログによると
- 小学生時代からマイケル・ジャクソンのファン。大学時代はバンド活動をしていた。
- 熊本放送（RKK）の岡村久美とは「記者仲間」。
- 名刺やブログ、SNSでの肩書きは「アナライター」である。

## 過去の出演番組
TV
- 知っとぉ?ふくおか（NHK北九州、2002年度）
- ゆうどき5福岡（NHK北九州、2002年度）
- KABニュース
- KABニューストレイン
- アナステ（熊本朝日放送）
- ニュースChiba21→NEWSチバ930（千葉テレビ放送、2009年4月 - 2011年3月）
- BS11ニュース
- 本格闘論FACE（BS11、2011年5月 - HBC入社直前まで）
- HBCニュース不定期
- グッチーの 今日ドキッ!→今日ドキッ!不定期
- witch ナレーション担当（大栗麻未の後任）[5]
- Eatrip 〜北海道・おいしい一人旅〜 ナレーション担当

ラジオ
- 朝刊さくらい（HBCラジオ、2014年7月7日 -2016年3月25日） ラジオ初レギュラー[6]。
- HBCニュース不定期
- 道新ニュース不定期
- おいらーく 星の夢百聞（HBCラジオ、2018年1月6日 - 2018年12月26日）[7]
- プリズム ～局アナ取材班～  (FM FUKUOKA、2020年9月19日) - ゲスト[2]